# عکس‌برداری نوترونی

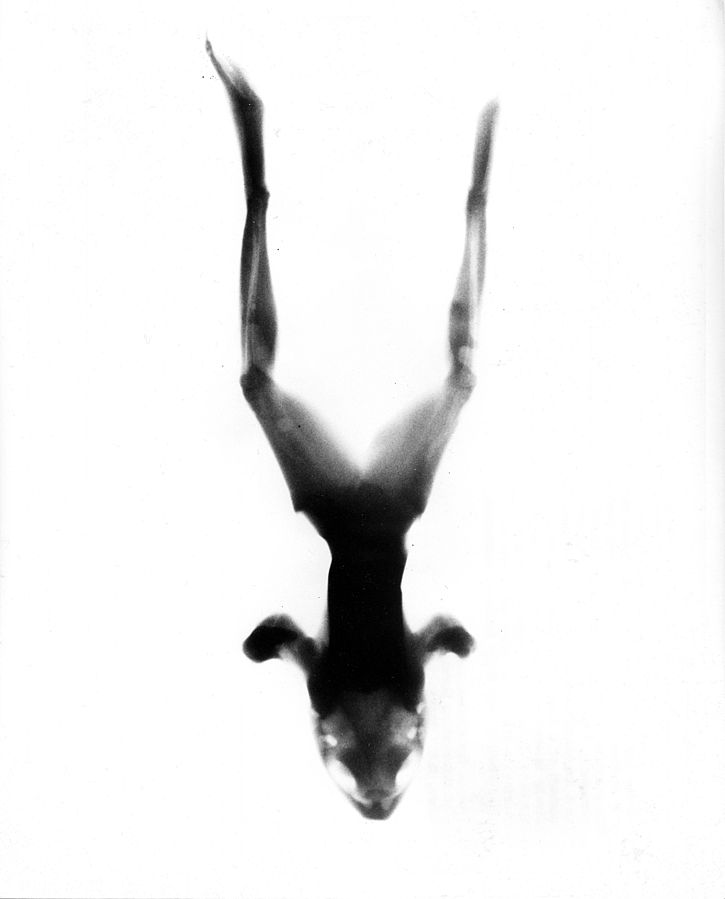
نمونه‌ای از عکسی که به وسیله تابش نوترون در مرکز رادیوگرافی گرفته شده‌است.

عکس‌برداری نوترونی(به انگلیسی: Neutron imaging) فرآیند ساخت تصویر به وسیله نوترون‌ها می‌باشد. تصویر به دست آمده از شیء موردنظر در این روش بر اساس ویژگی‌های جذب نوترون می‌باشد. تصاویر به دست آمده اشتراکات بسیاری با تصویربرداری اشعه ایکس دارد؛ ولی از آنجایی که این تصاویر، بر اساس ویژگی‌های جذب نوترون می‌باشند، در برخی موارد که به سادگی با تصویربرداری نوترونی قابل مشاهده هستند، ممکن است با روش پرتو ایکس غیرقابل مشاهده باشند (و بالعکس).
پرتوهای ایکس براساس چگالی یک ماده جذب می‌شوند. مواد متراکم‌تر، پرتوهای ایکس بیشتری را متوقف می‌کنند. این درحالی است که احتمال جذب نوترون‌ها در یک ماده به چگالی آن ارتباطی ندارد. بعضی از مواد سبک‌تر مثل بور، نوترون‌ها را جذب می‌کنند. درحالی که هیدروژن به‌طور کلی نوترون را پراکنده می‌کند و بسیاری از فلزهای رایج مورد استفاده، اکثر نوترون‌ها را از خود عبور می‌دهند. این عامل می‌تواند تصویربرداری نوترونی را در بسیاری از موارد بهتر از تصویربرداری با اشعه ایکس کند. مثل یافتن موقعیت اورینگ و یکپارچگی اجزای فلزی داخل آن در اتصالات بخش‌های تقویت کننده جامدی موشک. 

## تاریخچه
نوترون توسط جیمز چادویک در سال ۱۹۳۲ کشف شد. اولین نمایش رادیوگرافی نوترونی توسط کولمن و کوهن در اواخر دهه ۳۰ انجام شد. آنها دریافتند که هنگام بمباران به وسیله نوترون‌ها، برخی مواد تشعشعی را ساطع می‌کنند که می‌تواند فیلم را در معرض دید قرار دهد. این کشف تا سال ۱۹۴۶ یعنی زمانی که رادیوگرافی‌هایی با کیفیت پایین توسط پیترز کشف شد، در حد یک کنجکاوی باقی ماند. اولین رادیوگرافی نوترونی با کیفیت قابل قبول، توسط تولیس در سال ۱۹۵۵ انجام شد.
در حدود سال ۱۹۶۰ برگر و جان بارتون شروع به ارزیابی نوترون‌ها برای بررسی سوخت راکتور تحت تابش قرار گرفته، کردند. پس از آن، امکانات تحقیقاتی تا حدودی توسعه یافت. اولین امکانات تجاری، در اواخر دهه ۱۹۶۰ بیشتر در ایالات متحده و فرانسه و در نهایت در کشورهای دیگر مثل کانادا، ژاپن، افریقای جنوبی، آلمان و سوییس عرضه شد.

## روند
برای تولید یک تصویر نوترونی، منبعی از نوترون‌ها، یک کولیماتور (برای شکل‌دادن به نوترون‌های ساطع شده به صورت پرتوی یک جهته)، جسمی که باید تصویربرداری شود و روشی برای ثبت تصویر، نیاز می‌باشد.

### صفحات با کانال میکرومتری(DR system)

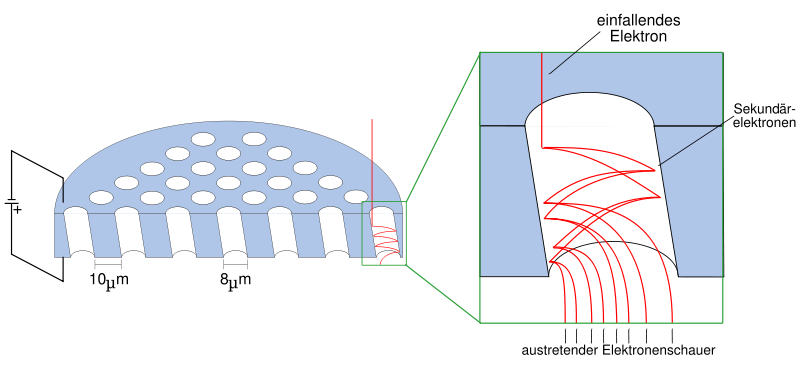
تصویر زوم شده از کانال میکرومتری این نوع صفحات.